# Tratinčica
Tratinčica ili krasuljak (lat. Bellis), rod bilja porodice Asteraceae, red Asterales, razred Magnoliopsida, koljeno Magnoliophyta. Obuhvaća 14 vrsta, a raširen je po cijeloj Europi i drugdje po svijetu.

## Opis
Zeljasta je biljka s listovima skupljenim u rozetu. Naraste do 15 cm visine, a na vrhu ima jednu cvjetnu glavicu, širine 15 – 30 mm. Latice su bijele, a žuti su cjevasti cvjetići u sredini. Plod je jajolika roška, duga oko 1,5 mm, jajolikog oblika i bez papusa. Cvjeta od ranog proljeća do prvih jesenskih mrazova.
Tratinčica obično ima na livadama i travnjacima, a ima ih i sve do 1800 mnm.

## Ljekovitost
Tratinčica je ljekovita biljka i u prošlosti se daleko više koristila kao lijek. Mladi listovi i cvjetovi su jestivi. Zeleni pupoljci mogu se u prehrani koristiti kao zamjena za kapare. Sadrži kemijske spojeve poput tanina, biljne smole, eterična ulja i saponine. Pomaže kod očnih i drugih upala, smiruje kašalj, djeluje baktericidno te je antispazmodik i blagi laksativ.
Tratinčice su tradicionalna biljka za rane, a za njih se također kaže da su posebno korisne u liječenju nježne i bezvoljne djece. Nedavno istraživanje (1994.) proučava mogućnost upotrebe biljke u terapiji HIV-om. Infuzija se koristi u liječenju katara, reumatizma, artritisa, poremećaja jetre i bubrega, za čišćenje krvi. Mast od lišća nanosi se izvana na rane i modrice itd., dok se destilat koristi interno za liječenje upalnih poremećaja jetre. Žvakanje svježeg lišća je lijek za čir u ustima. Cvjetovi i lišće obično se koriste svježi u dekocijama, mastima i oblogama. Jak dekokt korijena preporučen je za liječenje ekcema, iako je treba uzimati neko vrijeme prije nego što njezin učinak postane očit. Blagi čaj može olakšati tegobe dišnog trakta, reumatske bolove i bolne ili obilne menstruacije. Biljka, ubrana za cvatnje, koristi se kao homeopatski lijek. Njegova uporaba posebno je naznačena u liječenju modrica.

## Vrste
1. Bellis annua L.
2. Bellis azorica Hochst.
3. Bellis bernardii Boiss. & Reut.
4. Bellis caerulescens (Coss.) Coss. ex Ball
5. Bellis cordifolia (Kunze) Willk.
6. Bellis dubia Spreng.
7. Bellis hyrcanica Woronow
8. Bellis longifolia Boiss. & Heldr.
9. Bellis microcephala Lange
10. Bellis pappulosa Boiss. ex DC.
11. Bellis perennis L.
12. Bellis pusilla (N.Terracc.) Pignatti
13. Bellis rotundifolia (Desf.) Boiss. & Reut.
14. Bellis sylvestris Cirillo

## Galerija
- Bellis perennis
- Bellis annua
- Bellis sylvestris

## Vanjske poveznice
- Bellis perennis pfaf.org